# Ceratozona squalida
Ceratozona squalida is een keverslak uit de familie der Ischnochitonidae.
De soort wordt ongeveer 25 tot 51 millimeter lang en komt voor van zuidoost Florida tot West-Indië en Mexico.